# 圖爾姆貝格山
48°9′36″N 13°36′39″E / 48.16000°N 13.61083°E
圖爾姆貝格山（德語：Turmberg），是奧地利的山峰，位於該國北部，由上奧地利州負責管轄，屬於豪斯魯克山的一部分，海拔高度750米，每年平均降雨量1,462毫米。